# ميل كريك (إلينوي)
ميل كريك (بالإنجليزية: Mill Creek)‏ هي منطقة سكنية تقع في الولايات المتحدة في إلينوي. يقدر عدد سكانها بـ 76 نسمة .

## الموقع الجغرافي
الموقع الجغرافي للمناطق المحيطة بهذه النقطة هو كالتالي: